# Caius Julius Caesar (sénateur)
Pour les articles homonymes, voir Iulius Caesar.
Caius Julius Caesar, désigné par convention Caius Julius Caesar II, était un sénateur romain, patricien, peut-être fils — selon Drumann — de Caius Julius Caesar I, historien romain de langue grecque. Il est le père de Caius Julius Caesar III et le grand-père de Jules César (Caius Julius Caesar IV).

## Biographie
Les détails de sa vie sont relativement peu connus. On l'identifie potentiellement au Julius Caesar mort la même année que son entrée en charge en tant que préteur urbain. Sa carrière n'est pas précisément connue, à l'exception de cette information rapportée par Pline, qui pourrait en réalité concerner Lucius Julius Caesar qui détint cette charge en 166 av. J.-C. La tradition littéraire lui attribue pour femme Marcia Julia, descendante d'Ancus Marcius, le quatrième roi de Rome,,.
Il eut trois enfants : Caius Julius Caesar, le père du dictateur ; Sextus Julius Caesar, consul en 91 av. J.-C., et Julia Caesaris, épouse du général Marius.